# Кривцов Сергій Андрійович
Сергі́й Андрі́йович Кривцо́в (нар. 15 березня 1991, Запоріжжя, УРСР) — український футболіст, центральний захисник, в минулому гравець збірної України.

## Клубна кар'єра
Вихованець спортивної школи запорізького «Металурга». У дитячо-юнацькій футбольній лізі провів за «Металург» 60 матчів, відзначився 16 забитими голами.
30 квітня 2007 року дебютував у другій лізі чемпіонату України у матчі «Металург-2» (Запоріжжя) — «Явір» (Краснопілля) (0:1). А вже 26 квітня 2008 року в 17-річному віці провів свій перший матч у вищій лізі за головну команду «Металурга» (домашня поразка 0:1 від київського «Арсенала»). Загалом відіграв за запорізьку команду 43 матчі у вищій лізі.
11 травня 2010 року перейшов до донецького «Шахтаря». За донецьку команду провів більше ніж 150 матчів. Неодноразово виводив команду на поле з капітанською пов'язкою.
31 січня 2023 року перейшов до американського футбольного клубу «Інтер» з Маямі. У своєму дебютному матчі в чемпіонаті MLS забив гол у ворота «Монреалю».

## Виступи за збірні

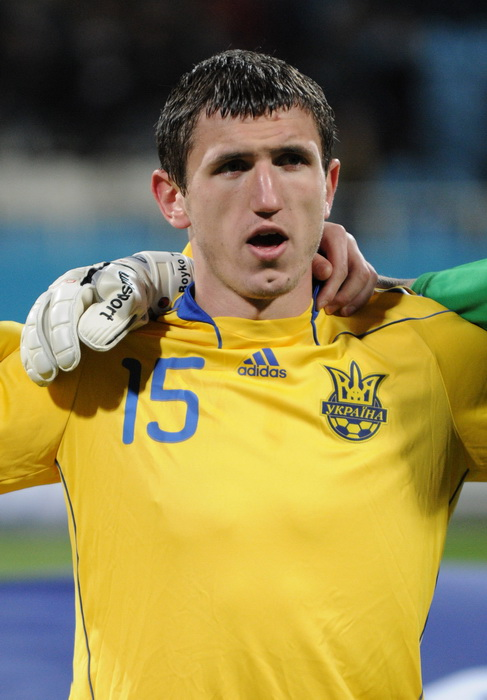
Сергій Кривцов в футболці національної збірної

На регулярній основі викликався до національних збірних України різних вікових категорій. У футболці збірної України дебютував у 15-річному віці в матчі збірної України U-17 проти однолітків з Молдови 15 травня 2006 року. Перший матч у складі юнацької збірної України (U-19) — 21 липня 2009 року, а вже 12 серпня 2009 року — дебютний матч у складі молодіжної збірної (U-21).
У складі збірної України U-19 — чемпіон Європи 2009 року. Під час турніру повністю відіграв усі п'ять матчів української збірної.
У складі української «молодіжки» був учасником фінального етапу молодіжного Чемпіонату Європи-2011, в рамках якого взяв участь в усіх трьох іграх команди на турнірі.
У складі національної збірної брав участь у фінальній стадії Чемпіонату Європи-2020, де збірна України дійшла до чвертьфіналу.

## Статистика виступів

### Клубна кар'єра
Статистичні дані наведено станом на 20 грудня 2024
| Сезон                            | Команда                          | Чемпіонат                        | Чемпіонат | Чемпіонат | Кубок         | Кубок | Кубок | Єврокубки   | Єврокубки | Єврокубки | Інші кубки | Інші кубки | Інші кубки | Всього | Всього |
| Сезон                            | Команда                          | Змаг.                            | Матчі     | Голи      | Змаг.         | Матчі | Голи  | Змаг.       | Матчі     | Голи      | Змаг.      | Матчі      | Голи       | Матчі  | Голи   |
| -------------------------------- | -------------------------------- | -------------------------------- | --------- | --------- | ------------- | ----- | ----- | ----------- | --------- | --------- | ---------- | ---------- | ---------- | ------ | ------ |
| 2006—2007                        | «Металург-2» Запоріжжя           | ДрЛ                              | 4         | 0         | —             | —     | —     | —           | —         | —         | —          | —          | —          | 4      | 0      |
| 2007—2008                        | «Металург-2» Запоріжжя           | ДрЛ                              | 3         | 0         | —             | —     | —     | —           | —         | —         | —          | —          | —          | 3      | 0      |
| Всього в «Металурзі-2» Запоріжжя | Всього в «Металурзі-2» Запоріжжя | Всього в «Металурзі-2» Запоріжжя | 7         | 0         |               | —     | —     |             | —         | —         |            | —          | —          | 7      | 0      |
| 2007—2008                        | «Металург» Запоріжжя             | ПЛ                               | 4         | 0         | КУ            | 0     | 0     | —           | —         | —         | —          | —          | —          | 4      | 0      |
| 2008—2009                        | «Металург» Запоріжжя             | ПЛ                               | 17        | 0         | КУ            | 0     | 0     | —           | —         | —         | —          | —          | —          | 17     | 0      |
| 2009—2010                        | «Металург» Запоріжжя             | ПЛ                               | 23        | 2         | КУ            | 1     | 0     | —           | —         | —         | —          | —          | —          | 24     | 2      |
| Всього в «Металурзі» Запоріжжя   | Всього в «Металурзі» Запоріжжя   | Всього в «Металурзі» Запоріжжя   | 44        | 2         |               | 1     | 0     |             | —         | —         |            | —          | —          | 45     | 2      |
| 2010—2011                        | «Шахтар» (Донецьк)               | ПЛ                               | 2         | 0         | КУ            | 1     | 0     | ЛЧ          | 0         | 0         | СКУ        | 0          | 0          | 3      | 0      |
| 2011—2012                        | «Шахтар» (Донецьк)               | ПЛ                               | 5         | 0         | КУ            | 1     | 0     | ЛЧ          | 0         | 0         | СКУ        | 0          | 0          | 6      | 0      |
| 2012—2013                        | «Шахтар» (Донецьк)               | ПЛ                               | 15        | 1         | КУ            | 1     | 0     | ЛЧ          | 0         | 0         | СКУ        | 0          | 0          | 16     | 1      |
| 2013—2014                        | «Шахтар» (Донецьк)               | ПЛ                               | 19        | 2         | КУ            | 4     | 0     | ЛЄ          | 1         | 0         | СКУ        | 0          | 0          | 24     | 2      |
| 2014—2015                        | «Шахтар» (Донецьк)               | ПЛ                               | 17        | 3         | КУ            | 2     | 0     | ЛЧ          | 2         | 0         | СКУ        | 0          | 0          | 21     | 3      |
| 2015—2016                        | «Шахтар» (Донецьк)               | ПЛ                               | 7         | 0         | КУ            | 4     | 0     | ЛЧ+ЛЄ       | 1+2       | 0         | СКУ        | 0          | 0          | 14     | 0      |
| 2016—2017                        | «Шахтар» (Донецьк)               | ПЛ                               | 6         | 0         | КУ            | 2     | 0     | ЛЧ+ЛЄ       | 2+2       | 0+2       | СКУ        | 1          | 0          | 13     | 2      |
| 2017—2018                        | «Шахтар» (Донецьк)               | ПЛ                               | 13        | 2         | КУ            | 1     | 0     | ЛЧ          | 1         | 0         | СКУ        | 1          | 0          | 16     | 2      |
| 2018—2019                        | «Шахтар» (Донецьк)               | ПЛ                               | 21        | 0         | КУ            | 4     | 0     | ЛЧ+ЛЄ       | 5+1       | 0+0       | СКУ        | 1          | 0          | 32     | 0      |
| 2019—2020                        | «Шахтар» (Донецьк)               | ПЛ                               | 23        | 2         | КУ            | 1     | 0     | ЛЧ+ЛЄ       | 6+6       | 0         | СКУ        | 1          | 0          | 37     | 2      |
| 2020—2021                        | «Шахтар» (Донецьк)               | ПЛ                               | 12        | 1         | КУ            | 1     | 0     | ЛЧ+ЛЄ       | 1+3       | 0         | СКУ        | 1          | 0          | 18     | 1      |
| 2021—2022                        | «Шахтар» (Донецьк)               | ПЛ                               | 7         | 0         | КУ            | 1     | 0     | ЛЧ          | 4         | 0         | СКУ        | 1          | 0          | 13     | 0      |
| 2022—2023                        | «Шахтар» (Донецьк)               | ПЛ                               | 9         | 0         | —             | —     | —     | ЛЧ          | 2         | 0         | —          | —          | —          | 11     | 0      |
| Всього в «Шахтарі»               | Всього в «Шахтарі»               | Всього в «Шахтарі»               | 156       | 11        |               | 23    | 0     |             | 39        | 2         |            | 6          | 0          | 224    | 13     |
| 2023                             | «Інтер» Маямі                    | МЛС                              | 26        | 1         | U.S. Open Cup | 4     | 0     | —           | —         | —         | Кубок Ліг  | 7          | 0          | 37     | 1      |
| 2024                             | «Інтер» Маямі                    | МЛС                              | 17        | 1         | U.S. Open Cup | 0     | 0     | ЛЧ КОНКАКАФ | 2         | 0         | Кубок Ліг  | 0          | 0          | 19     | 1      |
| Всього в «Інтері»                | Всього в «Інтері»                | Всього в «Інтері»                | 43        | 2         |               | 4     | 0     |             | 2         | 0         |            | 7          | 0          | 56     | 2      |
| Всього за кар'єру                | Всього за кар'єру                | Всього за кар'єру                | 197       | 15        |               | 28    | 0     |             | 41        | 2         |            | 13         | 0          | 332    | 17     |

### Матчі за збірну
Станом на 12 вересня 2023 року
| Дата       | Місто        | Господарі  | Результат | Гості                | Турнір                               | Голи | Примітки |
| ---------- | ------------ | ---------- | --------- | -------------------- | ------------------------------------ | ---- | -------- |
| 06-09-2011 | Прага        | Чехія      | 4 – 0     | Україна              | товариський матч                     | -    |          |
| 15-11-2016 | Харків       | Україна    | 2 – 0     | Сербія               | товариський матч                     | -    |          |
| 06-06-2017 | Ґрац         | Україна    | 0 – 1     | Мальта               | товариський матч                     | -    | 46'      |
| 02-09-2017 | Харків       | Україна    | 2 – 0     | Туреччина            | Відбір до ЧС 2018                    | -    |          |
| 31-05-2018 | Женева       | Марокко    | 0 – 0     | Україна              | товариський матч                     | -    |          |
| 03-06-2018 | Евіан-ле-Бен | Албанія    | 1 – 4     | Україна              | товариський матч                     | -    |          |
| 06-09-2018 | Брно         | Чехія      | 1 – 2     | Україна              | Ліга націй УЄФА 2018—2019 - 1-й етап | -    |          |
| 10-10-2018 | Генуя        | Італія     | 1 – 1     | Україна              | товариський матч                     | -    | 88'      |
| 16-11-2018 | Трнава       | Словаччина | 4 – 1     | Україна              | Ліга націй УЄФА 2018—2019 - 1-й етап | -    | 14'      |
| 22-03-2019 | Лісабон      | Португалія | 0 – 0     | Україна              | Відбір до ЧЄ 2020                    | -    |          |
| 07-06-2019 | Львів        | Україна    | 5 – 0     | Сербія               | Відбір до ЧЄ 2020                    | -    |          |
| 10-06-2019 | Львів        | Україна    | 1 – 0     | Люксембург           | Відбір до ЧЄ 2020                    | -    |          |
| 07-09-2019 | Вільнюс      | Литва      | 0 – 3     | Україна              | Відбір до ЧЄ 2020                    | -    |          |
| 11-10-2019 | Харків       | Україна    | 2 – 0     | Литва                | Відбір до ЧЄ 2020                    | -    |          |
| 14-10-2019 | Київ         | Україна    | 2 – 1     | Португалія           | Відбір до ЧЄ 2020                    | -    |          |
| 17-11-2019 | Белград      | Сербія     | 2 – 2     | Україна              | Відбір до ЧЄ 2020                    | -    |          |
| 03-09-2020 | Львів        | Україна    | 2 – 1     | Швейцарія            | Ліга націй УЄФА 2020—2021 - 1-й етап | -    |          |
| 06-09-2020 | Мадрид       | Іспанія    | 4 – 0     | Україна              | Ліга націй УЄФА 2020—2021 - 1-й етап | -    |          |
| 11-11-2020 | Хожув        | Польща     | 2 – 0     | Україна              | товариський матч                     | -    |          |
| 24-03-2021 | Сен-Дені     | Франція    | 1 – 1     | Україна              | Відбір до ЧС 2022                    | -    |          |
| 31-03-2021 | Київ         | Україна    | 1 – 1     | Казахстан            | Відбір до ЧС 2022                    | -    |          |
| 23-05-2021 | Харків       | Україна    | 1 – 1     | Бахрейн              | товариський матч                     | -    | 64'      |
| 07-06-2021 | Харків       | Україна    | 4 – 0     | Кіпр                 | товариський матч                     | -    |          |
| 29-06-2021 | Глазго       | Швеція     | 1 – 2     | Україна              | ЧЄ 2020 - 1/8 фіналу                 | -    |          |
| 03-07-2021 | Рим          | Україна    | 0 – 4     | Англія               | ЧЄ 2020 - 1/4 фіналу                 | -    | 35'      |
| 04-09-2021 | Київ         | Україна    | 1 – 1     | Франція              | Відбір до ЧС 2022                    | -    |          |
| 08-09-2021 | Пльзень      | Чехія      | 1 – 1     | Україна              | товариський матч                     | -    | 46'      |
| 09-10-2021 | Гельсінкі    | Фінляндія  | 1 – 2     | Україна              | Відбір до ЧС 2022                    | -    |          |
| 12-10-2021 | Львів        | Україна    | 1 – 1     | Боснія і Герцеговина | Відбір до ЧС 2022                    | -    |          |
| 11-11-2021 | Одеса        | Україна    | 1 – 1     | Болгарія             | товариський матч                     | -    |          |
| 24-09-2022 | Єреван       | Вірменія   | 0 – 5     | Україна              | Ліга націй УЄФА 2022—2023 - 1-й етап | -    | 61' 76'  |
| 19-06-2023 | Трнава       | Україна    | 1 – 0     | Мальта               | Відбір до ЧЄ 2024                    | -    |          |
| 09-09-2023 | Вроцлав      | Україна    | 1 – 1     | Англія               | Відбір до ЧЄ 2024                    | -    | 46'      |
| 12-09-2023 | Мілан        | Італія     | 2 – 1     | Україна              | Відбір до ЧЄ 2024                    | -    |          |
| Усього     |              | Матчів     | 34        |                      | Голів                                | 0    |          |

## Досягнення
Шахтар
- Чемпіон України (9) : 2010-11, 2011-12, 2012-13, 2013-14, 2016-17, 2017-18, 2018-19, 2019-20, 2022-23
- Володар кубка України (7): 2010-11, 2011-12, 2012-13, 2015-16, 2016-17, 2017-18, 2018-19
- Володар Суперкубка України (6): 2012, 2013, 2014, 2015, 2017, 2021

Інтер Маямі
- Володар Кубка Ліг Північної Америки (1): 2023
- Переможець Supporters' Shield (1): 2024

збірна України
- Чемпіон Європи серед юнаків (U-19): 2009